# 甲基氯化镁
甲基氯化镁（英語：Methylmagnesium chloride）是化學式為CH3MgCl的有機金屬化合物，是高度可燃及對濕氣敏感的化合物，也是最簡單的格氏试剂，可由化學材料行購得，多半會是四氫呋喃的溶液。就和甲基锂一様，在合成時，甲基氯化镁可以等效為甲基碳的合成子。

## 合成和反應
相較於較常使用的甲基溴化镁和甲基碘化镁，甲基氯化镁的優點是當量重量較低，價格也較便宜。可以用甲基氯和在乙醚中的鎂來製備。

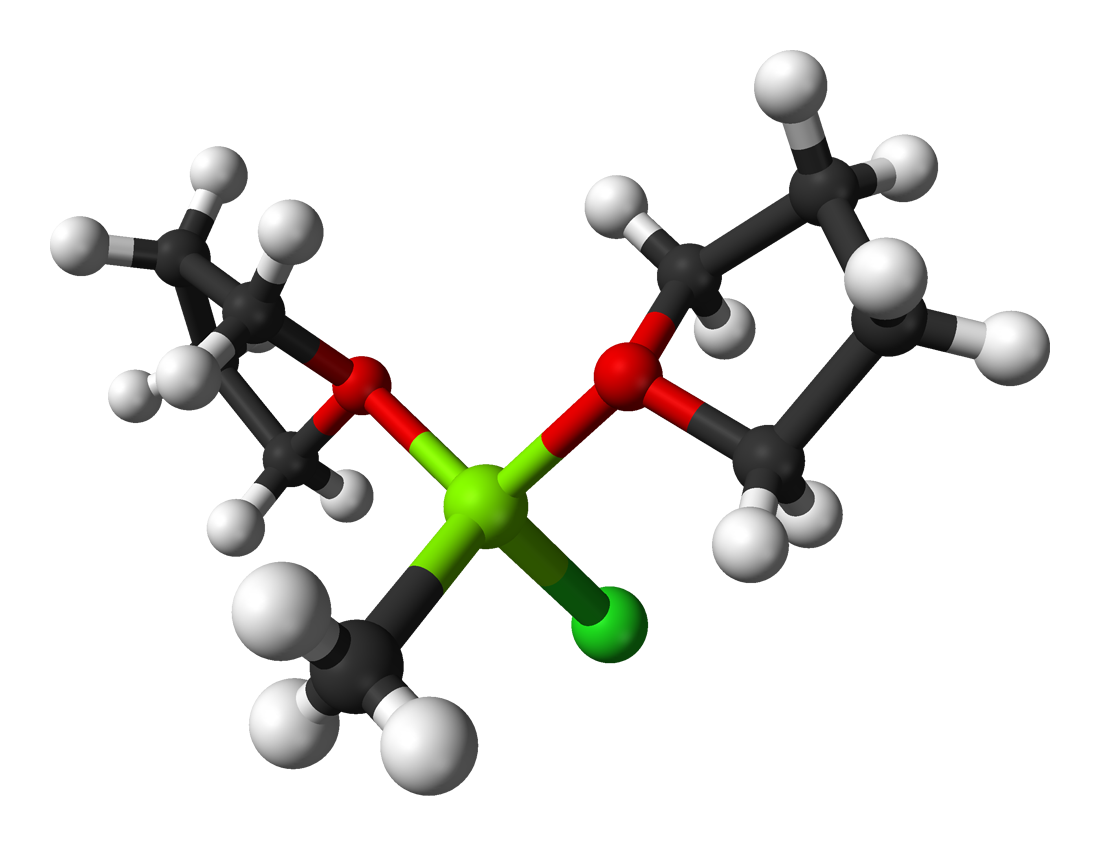
甲基氯化镁的結構，是在溶劑中的物質

甲基溴化镁的特性和大部份格式試劑類似，在醚溶劑中高度可溶，和二個氧原子形成配位键，形成以鎂原子為中心的四面体形分子构型。
甲基溴化镁和甲基鋰類似，在合成反應時類似甲基碳負離子的合成子。和水或是其他質子試劑反應會形成甲烷：
CH3MgCl  +  ROH  →   CH4  +  MgCl(OR)
若和dioxane（1,4-二噁烷）反應時，在醚溶液裡甲基氯化镁會形成不可溶的配位聚合物，化學式MgCl2(dioxane)2。溶液剩下的是二甲基镁的1,4-二噁烷加合物。此反應是利用了施倫克平衡，因為鹵化鎂的沈澱使反應往生成物方向進行： 
2 CH3MgCl  +  2 dioxane  →   (CH3)2Mg  +  MgCl2(dioxane)2

## 延伸閱讀
- Sakai, Shogo; Jordan, K. D. . Journal of the American Chemical Society. 1982, 104 (14): 4019. ISSN 0002-7863. doi:10.1021/ja00378a047.